# Ubbo Nijsingh

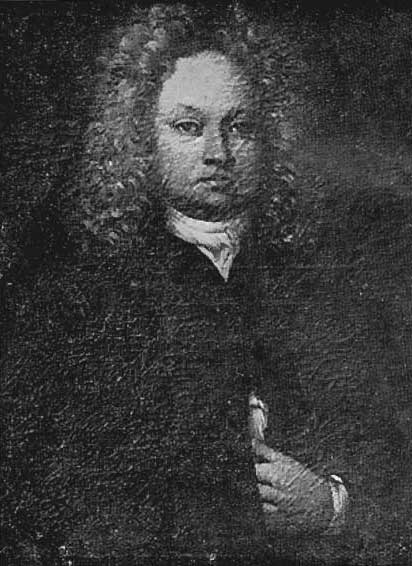
Ubbo Nijsingh (1682-1737)

Ubbo Nijsingh (Groningen, 25 mei 1682 - Eelde, 28 februari 1737) was gedeputeerde van Drenthe.

## Leven en werk
Nijsingh was een zoon van de secretaris van de Landschap Drenthe en de gedeputeerde van Drenthe  Lucas Nijsingh en Arendina Emmius. De naam Ubbo is afkomstig van zijn betovergrootvader, de Groninger rector magnificus Ubbo Emmius. Nijsingh studeerde vanaf 1702 rechten aan de universiteit van Groningen. In 1709 werd hij gekozen tot gedeputeerde van Drenthe. In de periode tussen 1707 en 1740 waren ook zijn vader en zijn broer Jan, die zijn vader in 1720 opvolgde, gedeputeerde van Drenthe. Tot 1740 was er voortdurend een Nijsingh fungerend gedeputeerde. Nijsingh trouwde op 9 augustus 1716 te Schildwolde met Anna Clara Wijchgel dochter van Lodewijk Wijchgel en Lamina ten Berge. Hij overleed in februari 1737 op 54-jarige leeftijd. Na zijn overlijden verscheen het volgende rouwbericht: 
Zoo stort die Atlas neer, die 't wigtige gevaart
Van 's Lands gemeene best med 'op zijn schouders torste,
Die nooit zijn zuure ziel met gierigheit bemorste:
Die nooit den schuldige heeft om geschenk gespaart.
Geen staatszorg kon 's Mans ziel met laster ooit besmetten,
Geen Hoogheid deed hem ooit met trotsheid zwanger gaan.
's Verdrukten armoe kon dien Braven niet beletten,
Om voor Gerechtigheid gestadig pal te staan!

## Nijsinghhuis
Nijsingh erfde na het overlijden van zijn vader in 1720 het voormalige schultehuis van Eelde, het Nijsinghhuis. Hij verhuisde met zijn gezin van zijn woning in Groningen aan de Brugstraat naar het Nijsinghhuis in Eelde. In 1769 werd het huis door zijn zoon Lodewijk, rentmeester van Dickninge, verkocht aan Kolonel Edzard Willem Lewe.

## Gratis toegang tot Groningen
Nijsingh claimde als gedeputeerde van Drenthe vrije toegang tot Groningen over de Punterbrug. Deze brug was aangelegd met hout uit het Asserbos, waardoor de inwoners van Assen vrije tol genoten. De koetsier van Nijsingh weigerde in opdracht van zijn baas tol te betalen. Daarop werd hij gearresteerd en tegen een borgsom vrijgelaten. In het verzoekschrift van Nijsingh betoogde deze, dat de bossen van Assen behoorden tot het voormalige klooster Mariënkamp aldaar en nu onder de Landschap Drenthe vielen. Dus behoorden ook de gedeputeerden van de Landschap Drenthe vrije toegang tot Groningen te genieten over de Punterbrug.